# Halopteris carinata
Halopteris carinata is een hydroïdpoliep uit de familie Halopterididae. De poliep komt uit het geslacht Halopteris. Halopteris carinata werd in 1877 voor het eerst wetenschappelijk beschreven door Allman. 